# Las Alhambras
Las Alhambras es una localidad perteneciente al municipio de Manzanera, comarca Gúdar-Javalambre en la provincia de Teruel, comunidad autónoma de Aragón, España.
Otras localidades del municipio son Alcotas, Los Olmos, El Paúl, Los Cerezos y Paraíso Bajo.

## Festividades
Sus fiestas son a mediados agosto; al mismo tiempo que las fiestas de Sarrión. Todos los años se celebra una cena de sobaquillo, baile de casados, disfraces infantiles, concurso de guiñote y la popular carretilla embolada, también hacen discomóvil.

## Turismo
Contiene cinco casas rurales las cuales casi siempre tienen turismo ya que este barrio ofrece un lugar tranquilo sin bullicios y mucha naturaleza. Justo por debajo del pueblo pasa el río que empieza en los Olmos.
También se puede visitar un paraje llamado El Chorrillo, unas gargantas espectaculares llamadas las Canteras de la hoz. existe a lo largo del río un camino que cuando aprieta el sol es estupendo pasear por al cobijo de la sombras de los chopos, en temporada se pueden recolectar revollones y seta de cardo.

## Arqueología
Se han encontrado en la zona, varios restos históricos principalmente íberos y fue muy importante en la guerra civil. En frente del pueblo se encuentran unas montañas rocosas llamadas las Canteras (Agujas de Las Alhambras).
- Datos: Q9020375